# Léon Bergsma
Léon Bergsma (Amsterdam, 25 gennaio 1997) è un calciatore olandese, difensore del Neuchâtel Xamax.

## Carriera

### Club
Cresciuto nel settore giovanile dell'Ajax, durante la sua militanza nei Lancieri viene spesso convocato in prima squadra, seppur senza mai esordire in incontri ufficiali. Il 21 giugno 2018 viene acquistato dall'AZ Alkmaar, firmando un contratto quadriennale. Ha esordito in Eredivisie il 12 agosto successivo, in occasione dell'incontro vinto per 5-0 contro il NAC Breda, subentrando all'81' a Ron Vlaar. Non riuscendo a trovare spazio nella squadra, il 31 gennaio 2020 passa in prestito al Den Bosch, in seconda divisione, fino al termine della stagione. Il 2 settembre 2020 viene acquistato a titolo definitivo dagli svizzeri dell'Aarau, firmando un contratto fino al 2022. Il 28 luglio 2022 fa ritorno in patria, al Cambuur in Eredivisie, con cui firma un contratto triennale.

### Nazionale
Ha rappresentato le nazionali giovanili olandesi.

## Statistiche

### Presenze e reti nei club
Statistiche aggiornate al 22 novembre 2022.
| Stagione               | Squadra                | Campionato             | Campionato | Campionato | Coppe nazionali | Coppe nazionali | Coppe nazionali | Coppe continentali | Coppe continentali | Coppe continentali | Altre coppe | Altre coppe | Altre coppe | Totale | Totale |
| Stagione               | Squadra                | Comp                   | Pres       | Reti       | Comp            | Pres            | Reti            | Comp               | Pres               | Reti               | Comp        | Pres        | Reti        | Pres   | Reti   |
| ---------------------- | ---------------------- | ---------------------- | ---------- | ---------- | --------------- | --------------- | --------------- | ------------------ | ------------------ | ------------------ | ----------- | ----------- | ----------- | ------ | ------ |
| 2014-2015              | Jong Ajax              | 1D                     | 1          | 0          |                 | -               | -               |                    | -                  | -                  |             | -           | -           | 1      | 0      |
| 2016-2017              | Jong Ajax              | 1D                     | 27         | 1          |                 | -               | -               |                    | -                  | -                  |             | -           | -           | 27     | 1      |
| 2017-2018              | Jong Ajax              | 1D                     | 33         | 0          |                 | -               | -               |                    | -                  | -                  |             | -           | -           | 33     | 0      |
| Totale Jong Ajax       | Totale Jong Ajax       | Totale Jong Ajax       | 61         | 1          |                 | -               | -               |                    | -                  | -                  |             | -           | -           | 61     | 1      |
| 2018-2019              | Jong AZ Alkmaar        | 1D                     | 24         | 1          |                 | -               | -               |                    | -                  | -                  |             | -           | -           | 24     | 1      |
| 2019-gen. 2020         | Jong AZ Alkmaar        | 1D                     | 10         | 0          |                 | -               | -               |                    | -                  | -                  |             | -           | -           | 10     | 0      |
| Totale Jong AZ Alkmaar | Totale Jong AZ Alkmaar | Totale Jong AZ Alkmaar | 34         | 1          |                 | -               | -               |                    | -                  | -                  |             | -           | -           | 34     | 1      |
| 2018-2019              | AZ Alkmaar             | ED                     | 2          | 0          | CO              | 1               | 0               | UEL                | -                  | -                  |             | -           | -           | 3      | 0      |
| gen.-giu. 2020         | Den Bosch              | 1D                     | 4          | 0          | CO              | -               | -               |                    | -                  | -                  |             | -           | -           | 4      | 0      |
| 2020-2021              | Aarau                  | ChL                    | 35         | 3          | CS              | 4               | 1               |                    | -                  | -                  |             | -           | -           | 39     | 4      |
| 2021-2022              | Aarau                  | ChL                    | 35         | 2          | CS              | 2               | 0               |                    | -                  | -                  |             | -           | -           | 37     | 2      |
| lug. 2022              | Aarau                  | ChL                    | 2          | 0          | CS              | -               | -               |                    | -                  | -                  |             | -           | -           | 2      | 0      |
| Totale Aarau           | Totale Aarau           | Totale Aarau           | 72         | 5          |                 | 6               | 1               |                    | -                  | -                  |             | -           | -           | 78     | 6      |
| lug. 2022-2023         | Cambuur                | ED                     | 11         | 0          | CO              | 0               | 0               |                    | -                  | -                  |             | -           | -           | 11     | 0      |
| Totale carriera        | Totale carriera        | Totale carriera        | 184        | 8          |                 | 7               | 1               |                    | -                  | -                  |             | -           | -           | 191    | 9      |

## Palmarès

### Club

#### Competizioni nazionali
- Eerste Divisie: 1

Jong Ajax: 2017-2018